# Zülpich
Zülpich è una città di 20 597 abitanti della Renania Settentrionale-Vestfalia, in Germania.
Appartiene al distretto governativo (Regierungsbezirk) di Colonia ed è capoluogo del circondario (Kreis) omonimo (targa EU).

## Storia
La città è solitamente conosciuta con il suo nome latino: Tolbiacum. È famosa per la Battaglia di Tolbiac, combattuta tra i Franchi sotto Clodoveo I e gli Alemanni; la data tradizionalmente conosciuta è il 496, anche se molti resoconti moderni riportano la data del 506. La battaglia è commemorata dal nome della Rue de Tolbiac e della Stazione di Tolbiac a Parigi.